# Mamadouba Toto Camara
Mamadouba Toto Camara, död 23 augusti 2021 i Conakry, var näst högste ledare för Nationalrådet för demokrati och utveckling (CNDD), den militärjunta som dagen före julafton 2008 tog makten i Guinea.
Camara utnämndes omgående till "minister för säkerhet och skydd av civila". 

Camara var juntans representant vid begravningen av president Lansana Conté på annandag jul.
Därefter begav han sig på turné till grannländerna Mali, Guinea-Bissau och Sierra Leone för att söka stöd för CNDD.